# Világító tölcsérgomba
A világító tölcsérgomba (Omphalotus olearius) egy mérgező gombafaj.

## Megjelenése
Fatönkön vagy amellett, csoportosan növő, tölcséres, sajátságos rókavörös árnyalatú rozsdabarna, merev húsú, közepes vagy nagy termetű, feltűnő gomba. Kalapjának a teteje kezdetben domború, de végül erősen tölcséres lesz, gyakran kissé kajla is, 4–20 cm széles, de nem ritka az óriás növés sem. A kalap széle aláhajló, begöngyölt. Színe az élénk narancssárgától narancsvörösön át lehet sötét vörösbarna is, középen rendszerint sötétebb. Kifakulhat sárgára. Jellemző a fényes kalapon a sugarasan szálas, vonalas, sötétebb finom rajzolat. Lemezei mélyen lefutók és sűrűn állók. Színük narancssárga, sajátosan narancs- vagy rókavörös, szárazon sárgásfehér, fehéres. A spórapor azonban fehéres. Spórái halványsárgásak, 5-7 x 4,5-6,5 µm méretűek, tojásdadok. Tönkje megnyúlt, egyenes vagy kissé görbe, lefelé fokozatosan vékonyodó, 4–20 cm hosszú, 0,5–2 cm vastag. Kivételesen lehet igen rövid, de lehet a hosszúsága akár 40 cm is. Színe a kalapnál kissé világosabb. Felülete szálas, csíkos, néha bordás is. A húsa rozsdasárga, sárga, narancssárga, mereven rugalmas, a tönkben szálas-rostos. Nedves időben eléggé nedvdús, narancssárga levet tartalmaz. A nedvdús gomba lemezei vagy a micéliuma sötétben esetleg kissé foszforeszkál, innen kapta a nevét. A szaga gyenge, de sajátságos avarszag, íze kissé csípős lehet.
A hagyományos év gombája választáson a Világító tölcsérgomba lett az Év gombája 2017-re.

## Ökológiája
Különféle lombfák, főleg tölgyfák tövén, tuskóján, tönkjén vagy körülötte a talajban levő gyökereken terem erdőben, erdőszélen. Csaknem mindig csoportos, néha igen sok példányból álló, nagy csoportokban is előfordul. Júniustól novemberig terem, amely esős, meleg nyári és kora őszi hónapokban olykor tömeges. Száraz időben is előjön, és soká kitart, nem öregszik el 1-2 nap alatt, de kifakul. Déli faj, az északi országokban nem terem.

## Méreganyaga
Mérgező, méreganyaga a muszkarin, hánytató hatású, de mérgezése többnyire nem súlyos. Gyakran összetévesztik a sárga rókagombával, és így nálunk igen gyakran okoz mérgezést.

## Hasonló fajok
A sárga rókagomba hasonlít hozzá, de a rókagomba mindig csak sárga vagy sárgásfehér színű, sohasem vöröses. A fő különbség, hogy a rókagomba termőrétege nem lemezes, hanem csak ráncos, eres. A világító tölcsérgomba csoportosan is terem. Hasonlít még hozzá a rozsdasárga tölcsérgomba és a fakósárga tölcsérgomba, ezek lemezei világosbarnás színűek, nem narancsvörösek, nem csoportosak, hanem magányosak. Hasonlít még az ugyancsak mérgező, begöngyölt szélű cölöpgombához is, ámbár annak lemezei rozsdabarnán foltosodnak, és nem csoportos, hanem mindig magányos növésű. Minden csoportos, fán termő gombától különbözik abban, hogy lemezei mélyen lefutók és narancssárga színűek. Ebbe az önálló családot képviselő csoportba nagyobbrészt fán termő, ezért féloldalas, kajla kalapú fehérspórás gombák tartoznak. Lemezeik sűrűn állók, többnyire fehér színűek és mélyen lefutók. Állományuk, különösen a tönkben, erősebben rostos, szívós, olykor nehezen elszakíthatók. Fák törzsén, tuskón, bokrok tövén, talajon korhadó faanyagon többnyire csoportosan teremnek. Bizonyos fokú kapcsolatot mutatnak a taplógombafélékkel. A laskagomba nemzetségbe tartozó nagyobb termetű fajok kalapja sima, ezek közül a két gyakori, ehető fajt ismertetjük. A kisebb termetű, más nemzetségekbe sorolt hazai fajok szívós húsuk miatt fogyasztásra általában nem javasolhatók. Ilyen például a sárgásfehér, barnásfekete pikkelyekkel díszített pikkelyes fagomba.

## Galéria

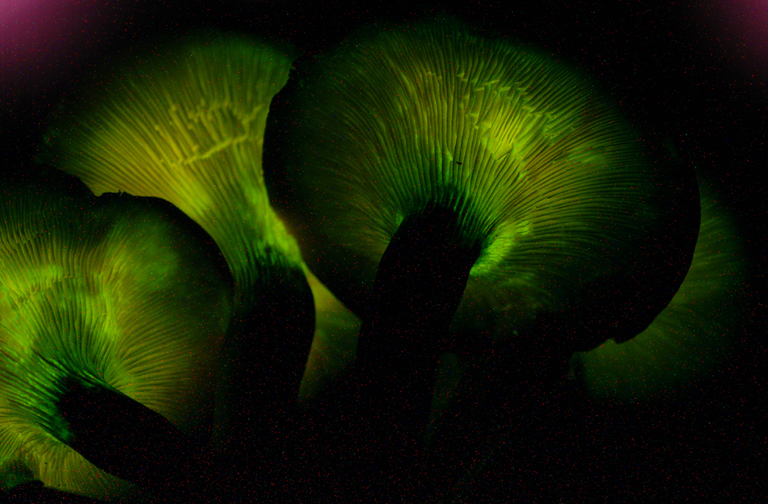
Biolumineszcenciája
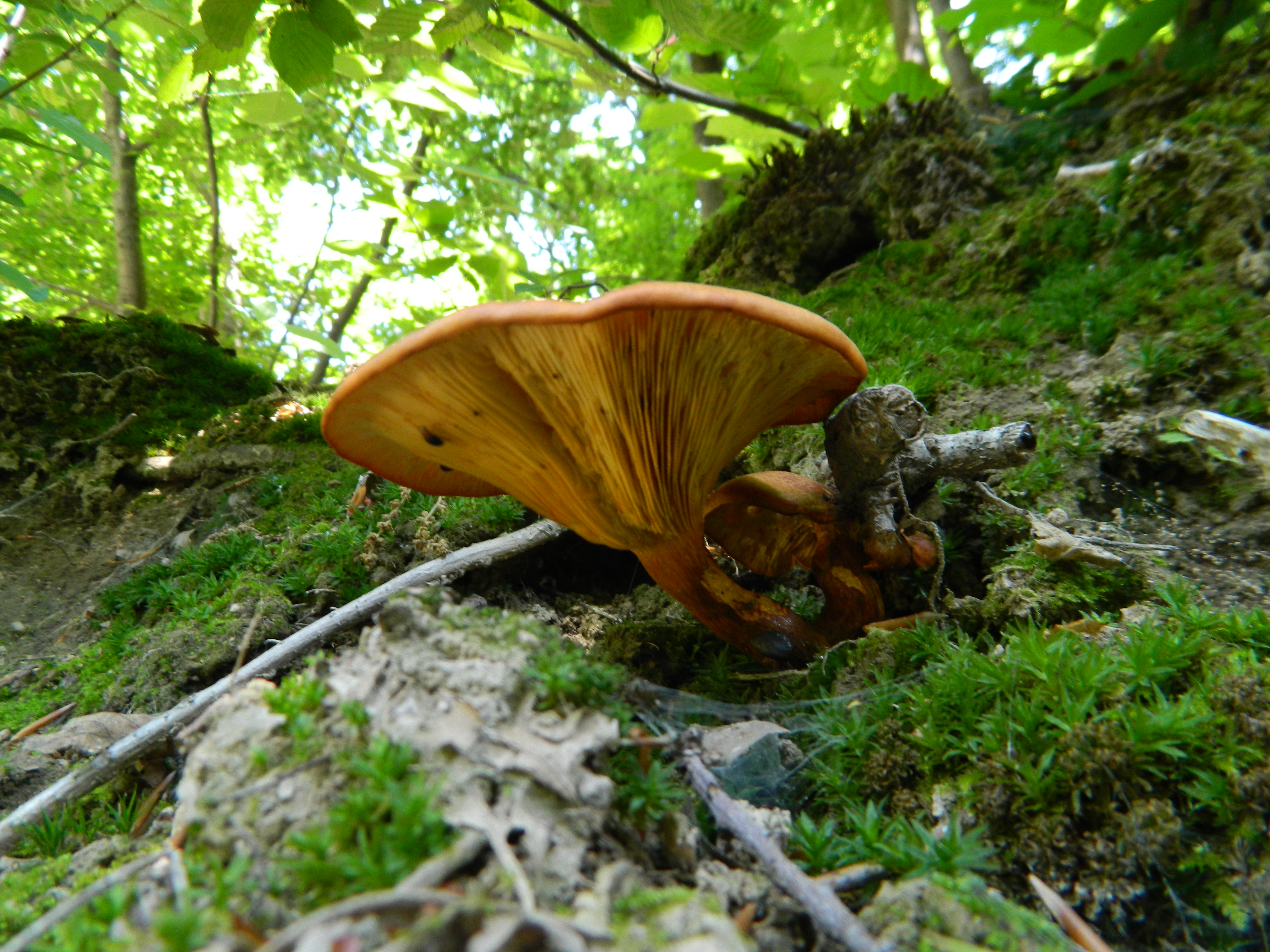
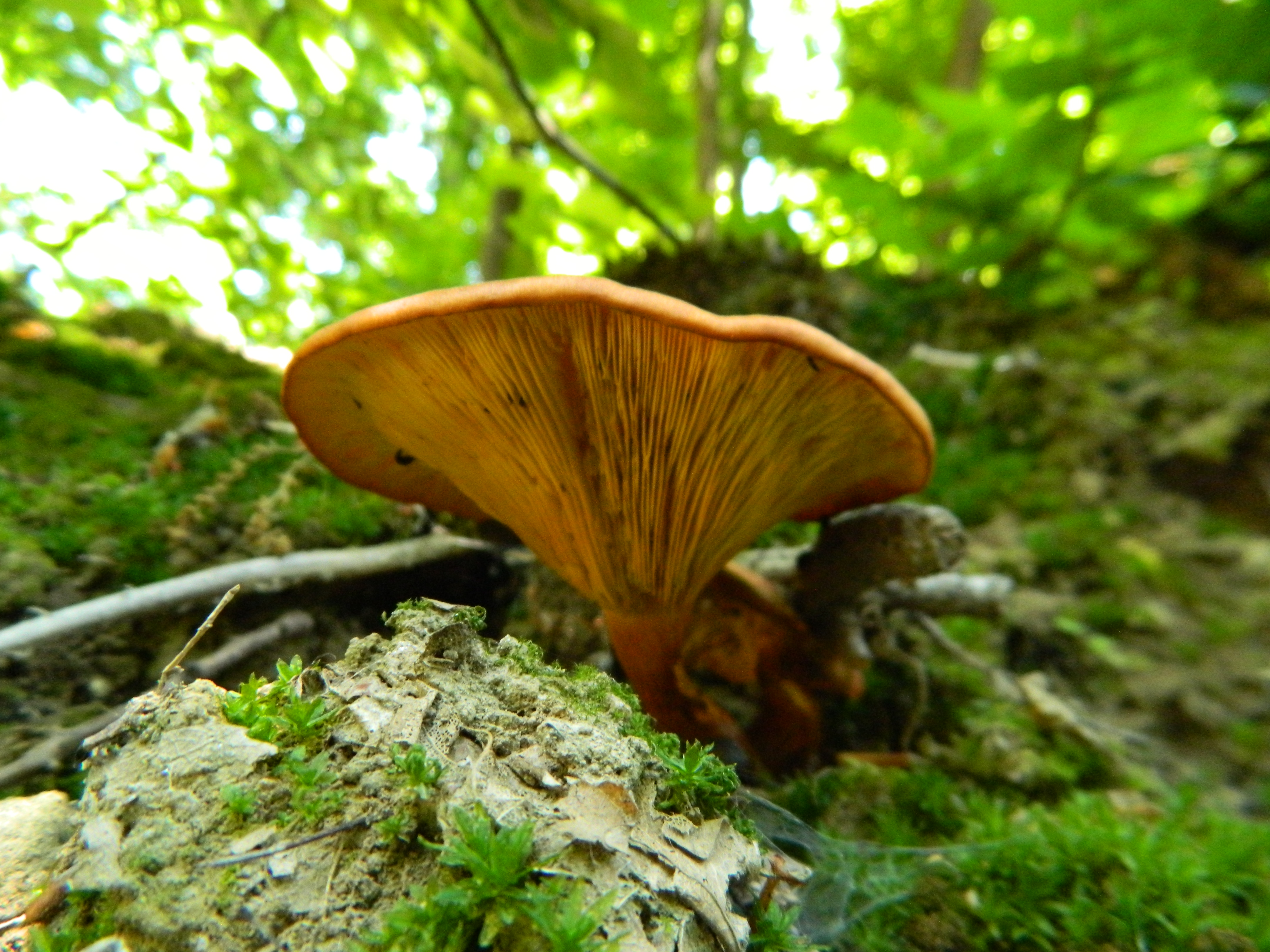
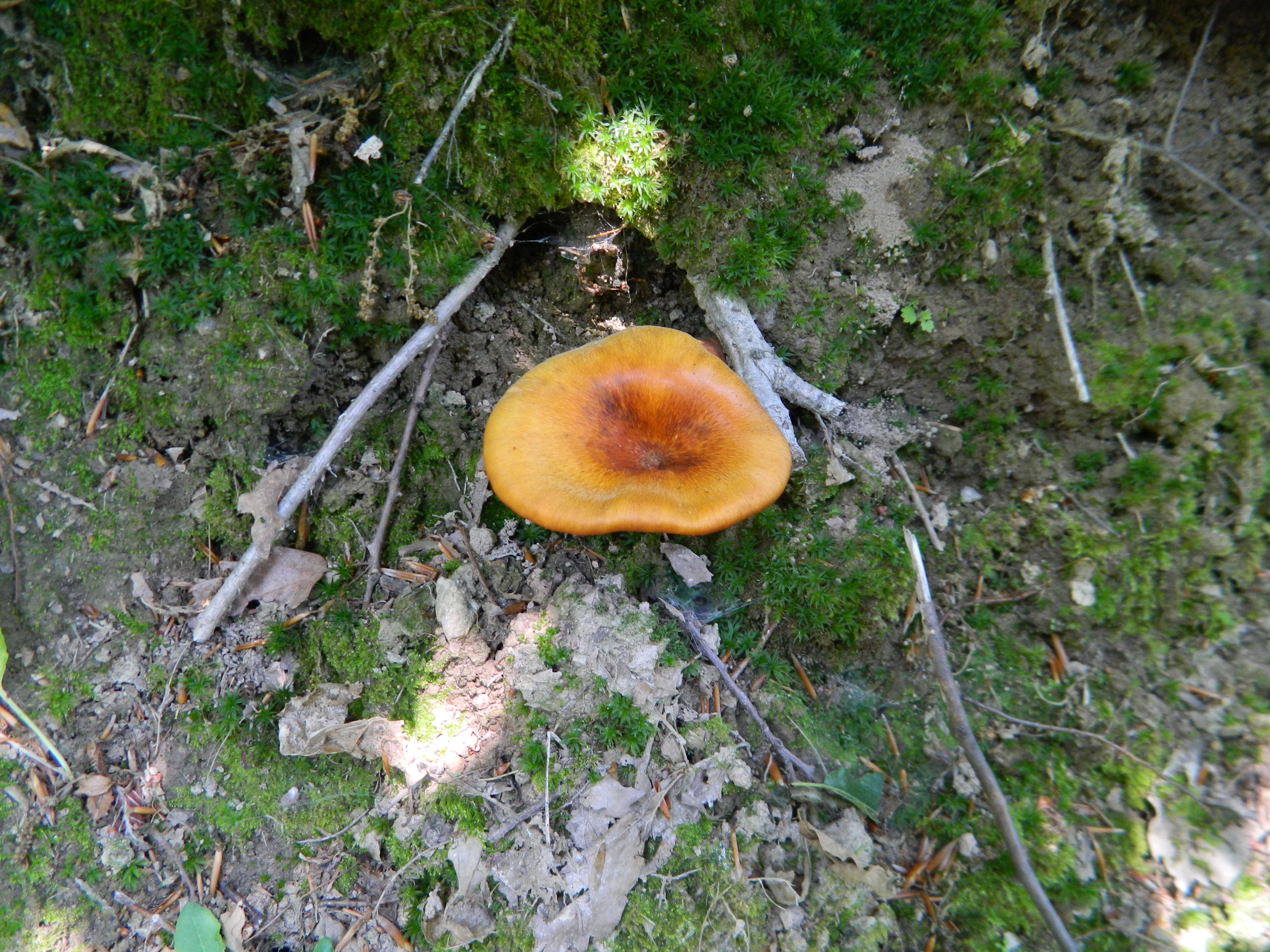
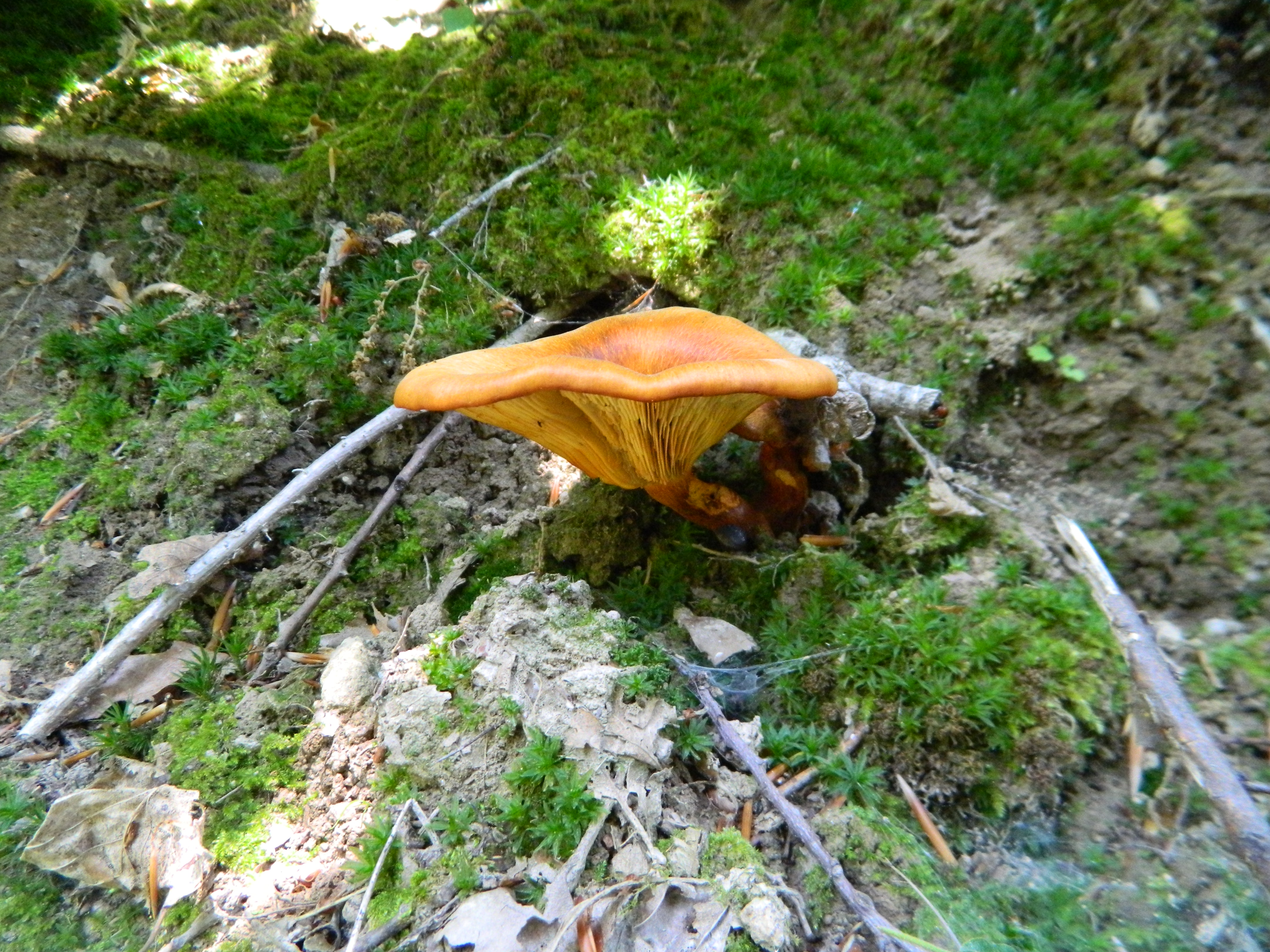
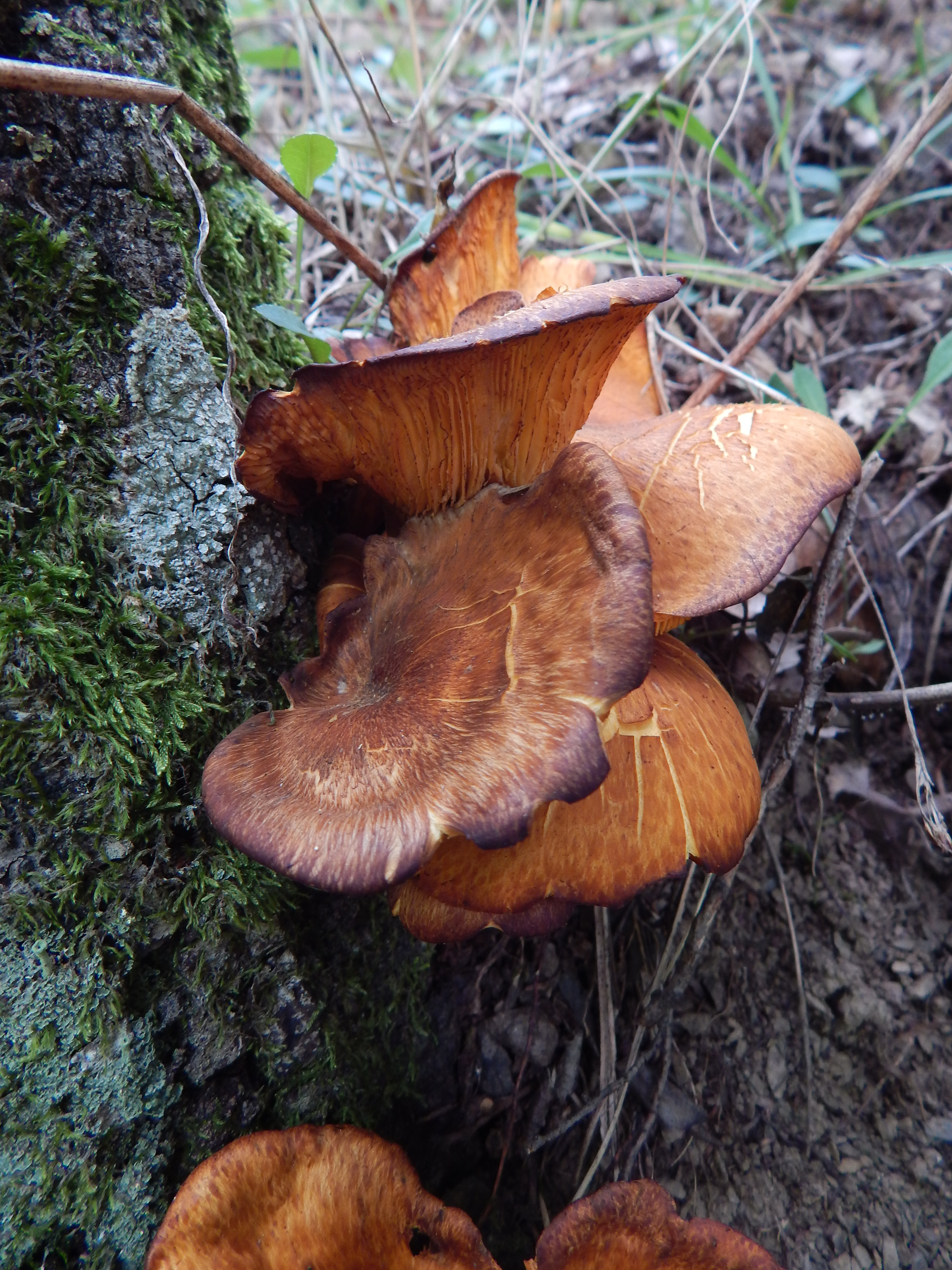